# 大洪湖水库
大洪湖水库是中国重庆市长寿区境内的一座水库，建于1959年。水库正常库容为22500万立方米，集雨面积为0平方千米。